# Oscilação Decadal do Pacífico (ODP)
A Oscilação Decadal do Pacífico (PDO) é um padrão de variabilidade climática do Pacífico assim como o El Niño. Apesar das duas oscilações terem um padrão climático espacial similar, eles tem diferentes comportamentos no tempo.
- Os eventos PDO do século 20 persistem por 20-30 anos.
- Os padrões da PDO são mais visíveis no setor Pacífico Norte/América do Norte, enquanto assinaturas secundárias existem nos trópicos.
- Vários estudos independentes encontram evidências para apenas dois ciclos ODP no século passado: regime PDO frio que prevaleceu de 1890-1924 e de novo de 1947-1976, enquanto regime ODP quente dominou de 1925-1946 e de 1977 até meados dos anos 1990.